# Maktens män (TV-serie)
Maktens män (engelsk originaltitel: House of Cards), i Finland: Maktens korthus, är en brittisk politisk dramaserie av BBC som är den första av tre säsonger i en längre produktion. Serien utspelar sig efter utgången av Margaret Thatchers tid som premiärminister i Storbritannien. Den sändes första gången mellan 18 november och 9 december 1990 i Storbritannien och med svensk text mellan 21 mars och 11 april 1995 i FST1. Berättelsen anpassades av Andrew Davies från roman House of Cards skriven av Michael Dobbs, en före detta stabschef hos konservativa partiets högkvarter.
Handlingen i House of Cards fortsatte i de senare produktionerna To Play the King (1994) och The Final Cut (1995). 2013 släppte Netflix en egen serie som är en tolkning av den brittiska förlagan med handlingen överflyttad till amerikanska förhållanden.

## Rollista i urval
- Ian Richardson – Francis Urquhart
- Susannah Harker – Mattie Storin
- Diane Fletcher – Elizabeth Urquhart